# Anuanurunga
Anuanurunga également appelé Anua-Nurunga, est un atoll du sous-groupe des Îles du Duc de Gloucester situé dans l'archipel des Tuamotu en Polynésie française.

## Géographie
Anuanurunga est situé entre Nukutepipi à 23 km au sud-est et Anuanuraro à 30 km au nord-ouest, ainsi qu'à 685 km au sud-est de Tahiti. C'est un atoll circulaire de 3,3 km de diamètre pour 7 km2 de terres émergées et avec un lagon 2,6 km2, dépourvu de passe de communication avec l'océan.
D'un point de vue géologique, l'atoll est l'excroissance corallienne du sommet d'un mont volcanique sous-marin homonyme formé il y a environ 40 à 60 millions d'années.
Anuanurunga est inhabité de manière permanente et administrativement rattaché à la commune de Hao.

## Histoire
La première mention de l'atoll par un Européen a été faite par l'explorateur anglais Philip Carteret qui le visite le 12 juillet 1767, qui le nomme Four Crowns. Le 25 décembre 1791, l'atoll est abordé par le Britannique George Vancouver qui le nomme Carteret Island puis par l'Américain Charles Wilkes le 6 janvier 1841 au retour de son expédition australe qui le mentionne sous le nom de Four Crowns ou de Teku.
Vers 1850, l'atoll devient un territoire français inhabité de manière permanente par les populations polynésiennes.
Le 18 avril 2024, le patrouilleur Arago a procédé à une reconnaissance de l’atoll d’Anuarurunga dans l’archipel des Tuamotu dans le cadre de la mission Pacific Aito 24.3.